# Autobahnkreuz Nürnberg-Ost
Das Autobahnkreuz Nürnberg-Ost (Abkürzung: AK Nürnberg-Ost; Kurzform: Kreuz Nürnberg-Ost) ist ein Autobahnkreuz in Bayern, das sich in der Metropolregion Nürnberg befindet. Hier kreuzen sich die Bundesautobahn 9 (Berlin – Leipzig – München) (Europastraße 45) und die Bundesautobahn 6 (Saarbrücken – Mannheim – Nürnberg – Pilsen) (Europastraße 50).

## Geographie
Das Autobahnkreuz Nürnberg-Ost liegt auf dem gemeindefreien Gebiet Feuchter Forst im Landkreis Nürnberger Land. Es befindet sich etwa 10 km südöstlich von Nürnberg und etwa 140 km nördlich von München.
Als wichtiger Verkehrsknotenpunkt verbindet es die A 9 aus Berlin / Polen – München / Österreich mit der A 6 (Frankreich / Paris – Tschechien / Pilsen).
Das Kreuz Nürnberg-Ost trägt auf der A 9 die Nummer 53, auf der A 6 die Nummer 60.

## Geschichte
Das Kreuz Nürnberg-Ost wurde 1938 in Form einer linksgeführten Trompete als „Abzweig Schwabach“ gebaut, stellte also zunächst ein (heute so genanntes) Autobahndreieck dar, von dem die heutige A 6 nur etwa 15 km weit bis zur B 2 in Schwabach, der heutigen Anschlussstelle Schwabach-Süd führte. Der Ausbau zum vollständigen Autobahnkreuz erfolgte 1979, als die Lücke zwischen diesem und dem Altdorfer Kreuz geschlossen wurde.
Im Jahr 2002 wurde das Kreuz saniert und ausgebaut; ein weiterer Umbau findet seit 2019 statt.
Rund um das Kreuz Nürnberg-Ost entstehen viele Staus, da es für den überregionalen Verkehr von großer Bedeutung ist. Eine zusätzliche Schwierigkeit stellt die benachbarte Anschlussstelle Nürnberg-Fischbach dar, die weniger als 1 km nördlich des Autobahnkreuzes die B 4 auf die A 9 anbindet. Der Ein- und Ausfädelverkehr hatte vor dem Umbau oft zu Unfällen geführt. Eine Studie von 2024 bezeichnete das Autobahnkreuz Nürnberg-Ost als „zweitgefährlichste Straße Bayerns“.

## Ausbauzustand
Die A 6 ist östlich des Autobahnkreuzes zweispurig pro Fahrtrichtung ausgebaut, westlich dreispurig. Die A 9 ist in diesem Bereich durchgehend dreispurig, soll aber nördlich, d. h. zwischen den Autobahnkreuzen Nürnberg und Nürnberg-Ost, auf vier Spuren je Fahrtrichtung erweitert werden. Das Kreuz ist ursprünglich in Kleeblattform mit einstreifigen Überleitungen angelegt, was sich jedoch durch den Umbau seit 2019 konsekutiv ändert.
Die benachbarten Anschlussstellen Nürnberg-Fischbach (A 9, Nr. 52) und Nürnberg-Langwasser (A 6, Nr. 59) stellen zwei der drei Hauptzufahrten zum Messegelände und zum Stadion dar. Um die Verkehrsströme zu den dort stattfindenden Veranstaltungen zu lenken und zu entzerren, besteht seit 2004 ein Verkehrsleitsystem, das bereits an den Autobahnkreuzen auf die passenden Zufahrtsmöglichkeiten hinweist.

## Umbau seit 2019
Aufgrund der häufigen Staus um das Kreuz herum sollte es besser an die Verkehrsströme angepasst werden. Die Rampen für die Verkehrsrelation von Heilbronn (A 6) nach Berlin (A 9) und umgekehrt sollen zukünftig zweispurig sein. Dafür wird eine neue halbdirekte Rampe für die stark befahrene Relation Heilbronn – Berlin gebaut und die Anschlussstelle Nürnberg-Fischbach an die neuen Rampen angepasst. In einem ersten Arbeitsschritt wurden parallel zu den Hauptfahrbahnen der A 9 beidseits zweispurige Parallelstrecken erstellt, die sowohl den Abbiegeverkehr in beide Richtungen der A 6 als auch die Zu- und Abfahrt Nürnberg-Fischbach aufnehmen. Über diese neuen Strecken lief der komplette Verkehr sogar dreispurig, während die Hauptfahrbahn einschließlich der Brücken über die B 4 neu gebaut wurde.
Das Kernstück des Umbaus ist eine halbdirekte Rampe, ein sogenannter Overfly, der auf fünf V-förmigen Pfeilern ruht und für bis zu 20.000 Fahrzeuge am Tag geplant ist. Von jedem der 15,5 Meter hohen Pylonen führen sieben Stahlseile, die jeweils bis zu 470 Tonnen Zugkraft aufzunehmen haben, in beide Richtungen. Die neu gebaute Brücke selbst wurde in sechs Teilstücken vom Taktkeller neben der bestehenden Fahrbahn der A 6 über die Pylonen geschoben. Das erste Teilstück der späteren Schrägseilbrücke wurde im Oktober 2022 vorgeschoben, mit dem letzten Vorschub im Dezember 2024 erreichte der Overfly, mittlerweile 588 Meter lang und 10.000 Tonnen schwer, seine endgültige Position. Im Februar/März 2025 wurden die Schrägseile gespannt, anschließend die Widerlager betoniert und Übergangskonstruktionen erstellt; ab Juni wurde die Ortbetonfahrplatte hergestellt.
Der Umbau begann 2019 und sollte nach erster Planung Ende 2024 abgeschlossen sein. Wegen Verzögerungen, insbesondere wegen Personalmangel und Lieferproblemen, wurde der Fertigstellungstermin auf Ende 2025 korrigiert.

## Verkehrsaufkommen
Das Kreuz wird täglich von etwa 141.000 Fahrzeugen passiert.
| Von                          | Nach                     | Durchschnittliche tägliche Verkehrsstärke | Anteil Schwerlastverkehr |
| ---------------------------- | ------------------------ | ----------------------------------------- | ------------------------ |
| AS Nürnberg-Langwasser (A 6) | AK Nürnberg-Ost          | 59.900                                    | 20,9 %                   |
| AK Nürnberg-Ost              | AK Altdorf (A 6)         | 41.500                                    | 22,9 %                   |
| AS Nürnberg-Fischbach (A 9)  | AK Nürnberg-Ost          | 106.100                                   | 16,2 %                   |
| AK Nürnberg-Ost              | AD Nürnberg/Feucht (A 9) | 74.800                                    | 16,0 %                   |